# William George Hill
William George Hill (* 7. August 1940 in Hemel Hempstead; † 17. Dezember 2021 in Edinburgh)  war ein britischer Genetiker (Quantitative Genetik, Populationsgenetik).
Hill, der auf der Familienfarm in Hertfordshire aufwuchs und zur Genetik über sein Interesse an Tierzucht kam, studierte an der Universität London (Wye College) mit dem Bachelor-Abschluss 1961 und Genetik an der University of California, Davis, mit dem Master-Abschluss 1963. Er wurde 1965 an der Universität Edinburgh bei Alan Robertson promoviert (Studies on artificial selection). Zusätzlich erhielt er 1976 einen D.Sc. der Universität Edinburgh. Er war Professor an der Universität Edinburgh. Dort wurde er Leiter der Abteilung Biologische Wissenschaft und Dekan der Faculty of Science and Engineering. 2002 wurde er emeritiert.
Als Doktorand in Edinburgh entdeckte er den Hill-Robertson-Effekt, der den Vorteil von Rekombination von Genen (und Genkopplung) in endlichen Populationen mit natürlicher Auslese zeigte.
Hill war Fellow der Royal Society (1985) und der Royal Society of Edinburgh (1979), deren Royal Medal er 2005 erhielt. 2004 wurde er OBE, vor allem für den Einfluss seiner Arbeit auf Milchkuh-Züchtung. 2018 erhielt er die Darwin-Medaille und 2019 die Mendel Medal der Genetics Society. Von 2005 bis 2009 war er Herausgeber der Proceedings of the Royal Society, Series B.